# Hans-Jürgen Herrmann
Hans-Jürgen Herrmann (* 1958 in Bayreuth) ist ein deutscher Fotograf und Fotodesigner.

## Leben
Hans-Jürgen Herrmann studierte ab 1981 Visuelle Kommunikation an der Hochschule für Gestaltung Offenbach am Main und schloss sein Studium 1990 als Diplom-Designer ab. 1991 war er Gründungsmitglied der Künstlergemeinschaft Projekt Bleichstraße 14H und machte sich 1991 in seinem Fotoatelier in Offenbach für Auftrags- und künstlerische Fotografie selbständig.
Die Fotografie ist für ihn das Medium für eine künstlerische Aneignung der Objektwelt. Sie ist für ihn ein Mittel zur Aneignung von Umwelt und Auseinandersetzung mit der Umwelt. Als selbstständiger Fotodesigner mit eigenem Atelier in Offenbach gehören seit 1991 Auftraggeber aus der Industrie, dem produzierenden Gewerbe, dem Dienstleistungssektor, dem Verlagswesen, sowie der Kreativwirtschaft zu seinen Kunden. Er erstellt für Webseiten, Spezialkataloge, Imagebroschüren und Geschäftsberichte individuelle, sehr kundenspezifische fotografische Visualisierungen, bei denen in hoher Qualität die unterschiedlichen Bereiche von Produkt-, über Personen- bis hin zur Industriefotografie miteinander verknüpft werden. Die Allbecon AG, W.E.T. Automotive Systems AG, Sinit Kunststoffwerke GmbH und Richter Reha Design GmbH gehören zu seinen Industriekunden.

## Ausstellungen
- „müllieu-dokumente“, Galerie Schütz, Frankfurt/M., Einzelausstellung
- „40 Jahre Deutscher Wetterdienst“, Deutscher Wetterdienst, Offenbach/M., Gruppenausstellung
- „Fotografen sehen Schmuck“, Köln, Gruppenausstellung, 1992
- „Der Traum vom Fliegen“, Deutsche Fototage, Airportgalerie, Flughafen Frankfurt/M., Gruppenausstellung, 1993
- „Großstadt-Orte – 40 Jahre Großstadt Offenbach am Main“, Kunstverein Offenbach/M., Einzelausstellung, 1994
- „Kunstprivat“, Tage der Unternehmenskunstsammlungen in Hessen, FlexLink Systems GmbH und KNOLLE SOCIETÄT, Offenbach/M., Gruppenausstellung, 2005
- „55. Bayreuther Kunstausstellung“, Kunstverein Bayreuth, Gruppenausstellung, 2005
- „drei neue ...“, Bund Offenbacher Künstler, Salon Brenner, Offenbach am Main, Gruppenausstellung, 2006
- „format 80“, Bund Offenbacher Künstler, Haus der Stadtgeschichte, Offenbach/M., Gruppenausstellung, 2006
- „Heimat“, Bund Offenbacher Künstler, Salon Brenner, Offenbach/M., Gruppenausstellung, 2007
- „Lichttempel und Flugzeugschatten“, luminale 2008, Heyne-Kunst-Fabrik, Offenbach/M., 2008[5]
- „Durchstarten“, IHK Offenbach am Main, Offenbach/M., Gruppenausstellung, 2008
- „Migrations - Der fremde Blick“, Ausstellungsraum Eulengasse, Frankfurt/M., Gruppenausstellung, 2009
- „Botanische Welten“, VT-Ambulanz Goethe-Universität, Frankfurt/M., Einzelausstellung, 2010
- „Schattenhell“, Heyne-Kunst-Fabrik, Offenbach/M., Gruppenausstellung, 2010
- „Botanische Welten“, Kunstkorridor, Marburger Bund, Frankfurt/M., Einzelausstellung, 2011
- „lichtgestalten“, Heyne-Kunst-Fabrik in der Zeilgalerie, Frankfurt/M., Gruppenausstellung, 2011
- „Der Blick nach oben“, Deutscher Wetterdienst, Offenbach/M., Einzelausstellung, 2011

## Kataloge und Veröffentlichungen
- „55. Bayreuther Kunstausstellung“, Bayreuth, 2005
- „Kunstraum Offenbach Stadt und Kreis“, Offenbach/M., 2005
- „die zehnten kunstansichten“, Offenbach/M., 2008
- „die elften kunstansichten“, Offenbach/M., 2009
- „Move: Choreographing You. Art and Dance Since the 1960s“, Hayward Gallery, London, 2011
- „Jahresbericht Flugwetterdienst 2010“, Deutscher Flugwetterdienst, Offenbach/M., 2011

## Auszeichnungen
- European Kodak Award, Anerkennung, ”Der Schatten des Körpers des Fotografen”, 1991
- Kulturpreisträger 1999 der Stadt Offenbach am Main, als Mitglied der Künstlergemeinschaft ‘Projekt Bleichstraße 14 H e.V.’, 2000

## Mitgliedschaften
- Bund Offenbacher Künstler e.V. (Kulturpreisträger 2009 der Stadt Offenbach am Main)
- Projekt Bleichstraße 14 H e.V. (Kulturpreisträger 1999 der Stadt Offenbach am Main)